# Pignon (ort)
Pignon är en ort i Haiti.   Den ligger i departementet Nord, i den centrala delen av landet, 90 km norr om huvudstaden Port-au-Prince. Pignon ligger 334 meter över havet och antalet invånare är 6 731.

## Terräng och klimat
Terrängen runt Pignon är kuperad åt nordost, men åt sydväst är den platt. Runt Pignon är det ganska tätbefolkat, med 166 invånare per kvadratkilometer. Närmaste större samhälle är Saint-Raphaël, 14,5 km nordväst om Pignon. Trakten runt Pignon består till största delen av jordbruksmark.